# Gistpoort

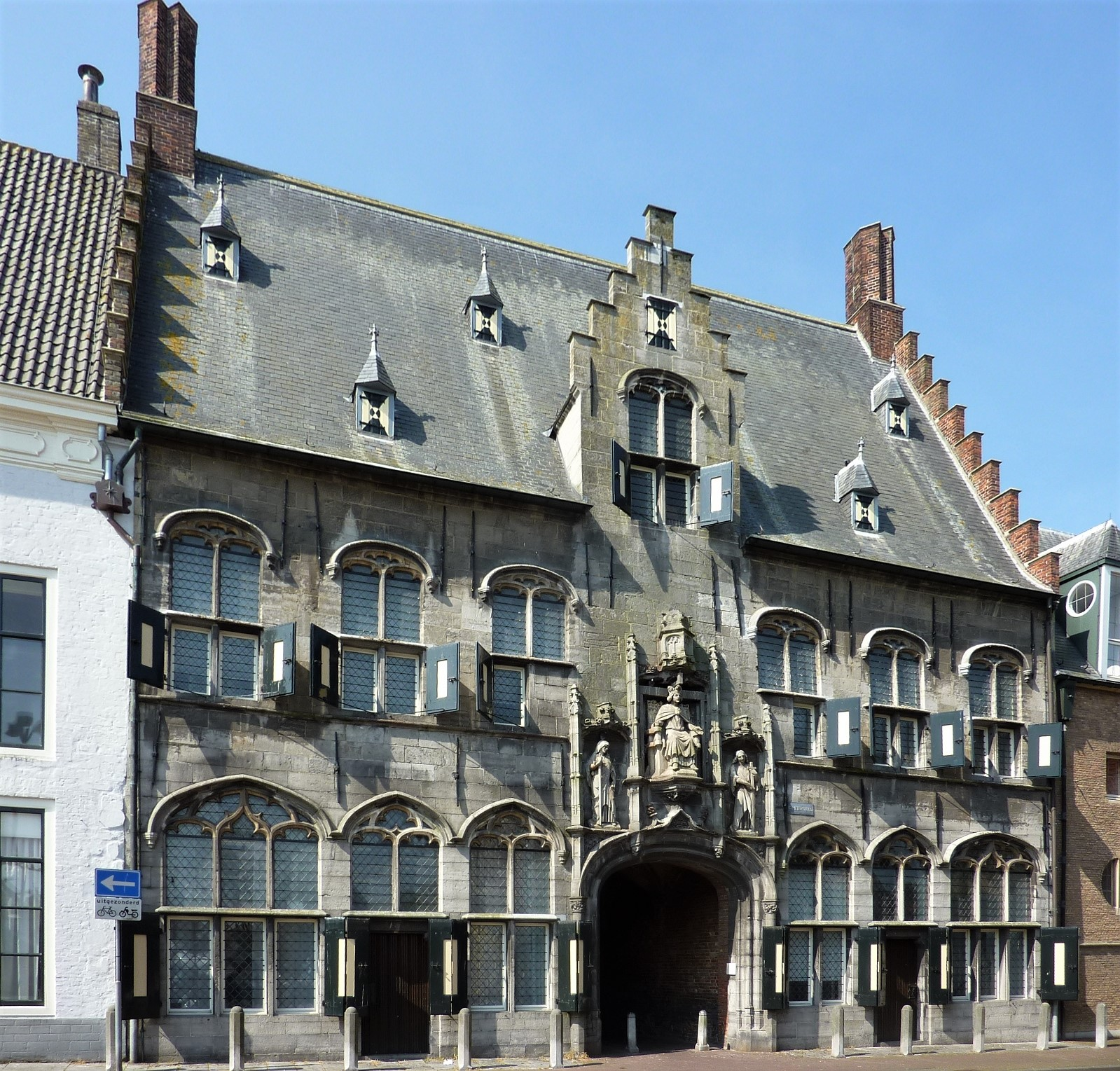
De Gistpoort te Middelburg

De Gistpoort is een laatgotisch poortgebouw in de Nederlandse stad Middelburg, gelegen aan Sint Pieterstraat 48.
Behalve Gistpoort wordt het ook wel de Blauwe Poort of Blauwpoort genoemd (naar de blauwe hardsteen waarin het is opgetrokken). Een andere benaming is Ankerpoort, genoemd naar de bierbrouwerij 'Den Anker' die vroeger op deze plek gevestigd was. Ook de benaming Gistpoort is een verwijzing naar deze brouwerij.
Met de bouw van het poortgebouw werd begonnen in 1509. Het kwam gereed in 1512, en was oorspronkelijk de oostelijke toegangspoort tot het Abdijcomplex. Het was tevens de statiepoort van de abt. Doordat er in de loop der tijd aan de achterkant huizen aan vast zijn gebouwd, lijkt de poort nu los te staan van de abdij.
Aan de achterzijde heeft het gebouw een eenvoudiger gevel, eveneens geheel met natuursteen bekleed, aan de Korte Giststraat. Tussen de bakstenen zij-trapgevels bevindt zich een zadeldak, met daarop enige dakvensters in middeleeuwse stijl.

## Beeldengroep
De beeldnissen boven de doorgang zijn lange tijd leeg gebleven. Pas in 1955 werd er een beeldengroep in geplaatst, vervaardigd door de Nederlandse beeldhouwer Oswald Wenckebach. Het middelste beeld stelt graaf Willem II van Holland voor, die de abdij flink liet uitbreiden in 1255-1256.

## Afbeeldingen

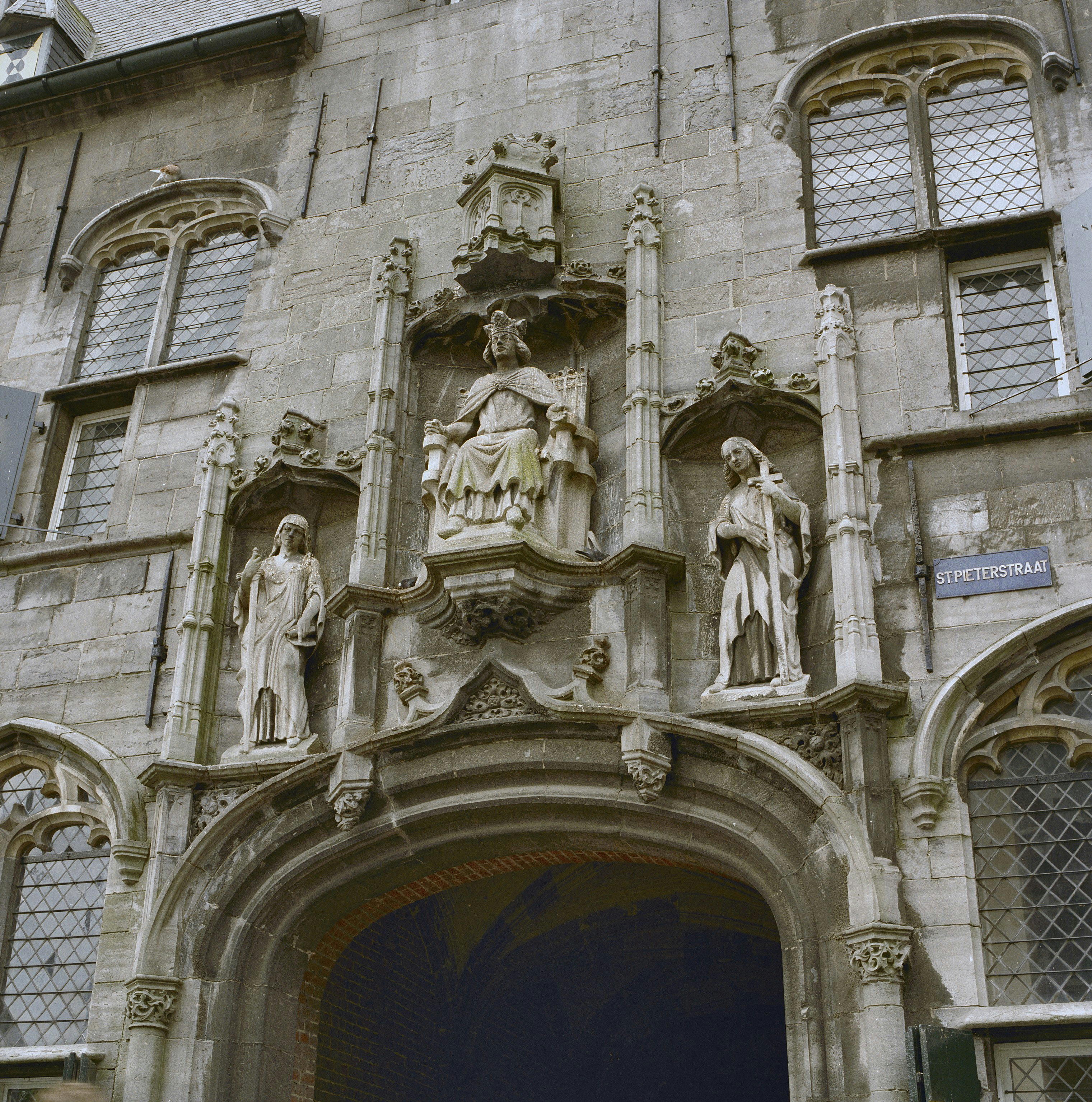
De beeldengroep boven de poortdoorgang
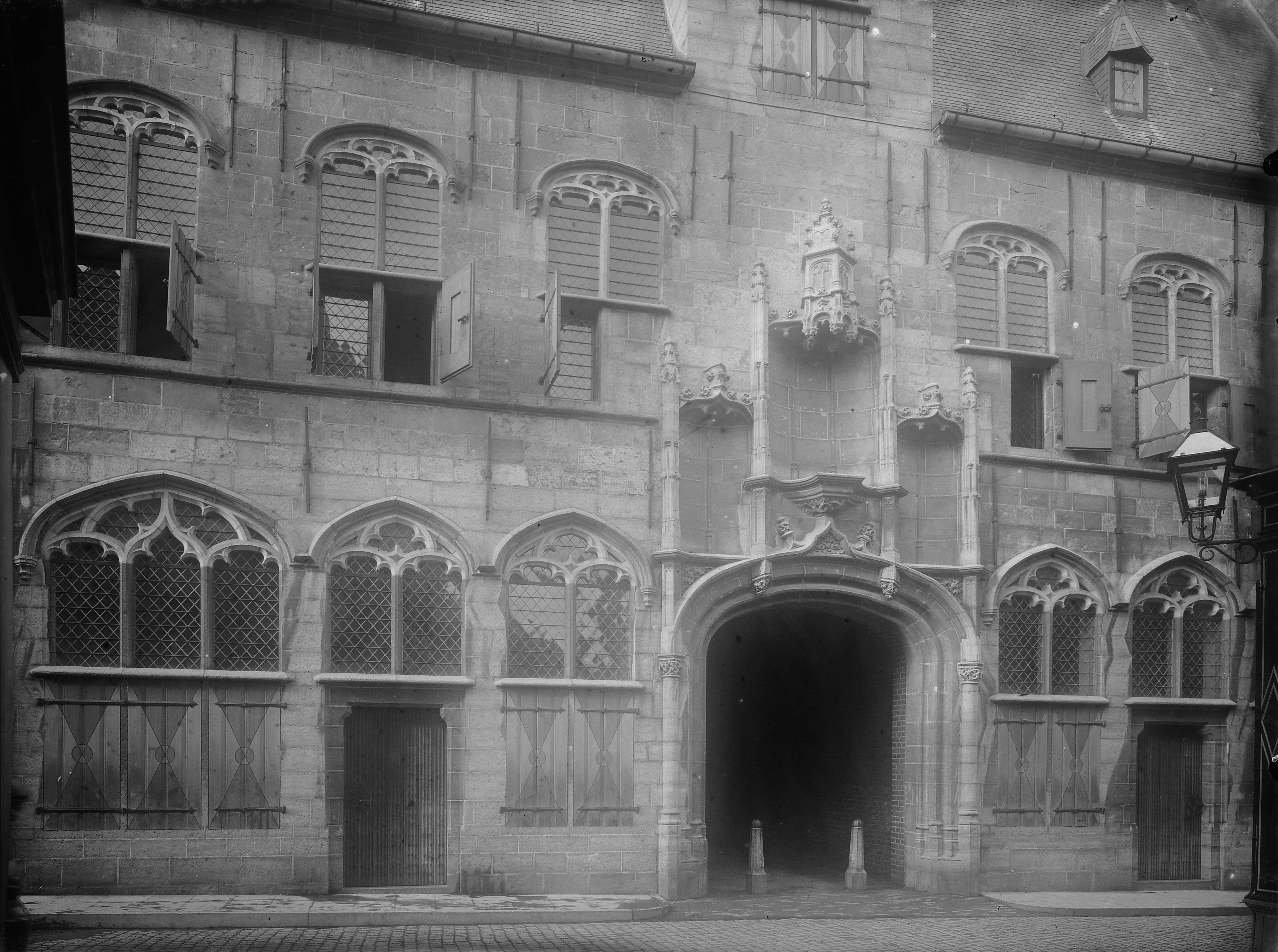
Foto uit 1916 met de beeldnissen nog leeg
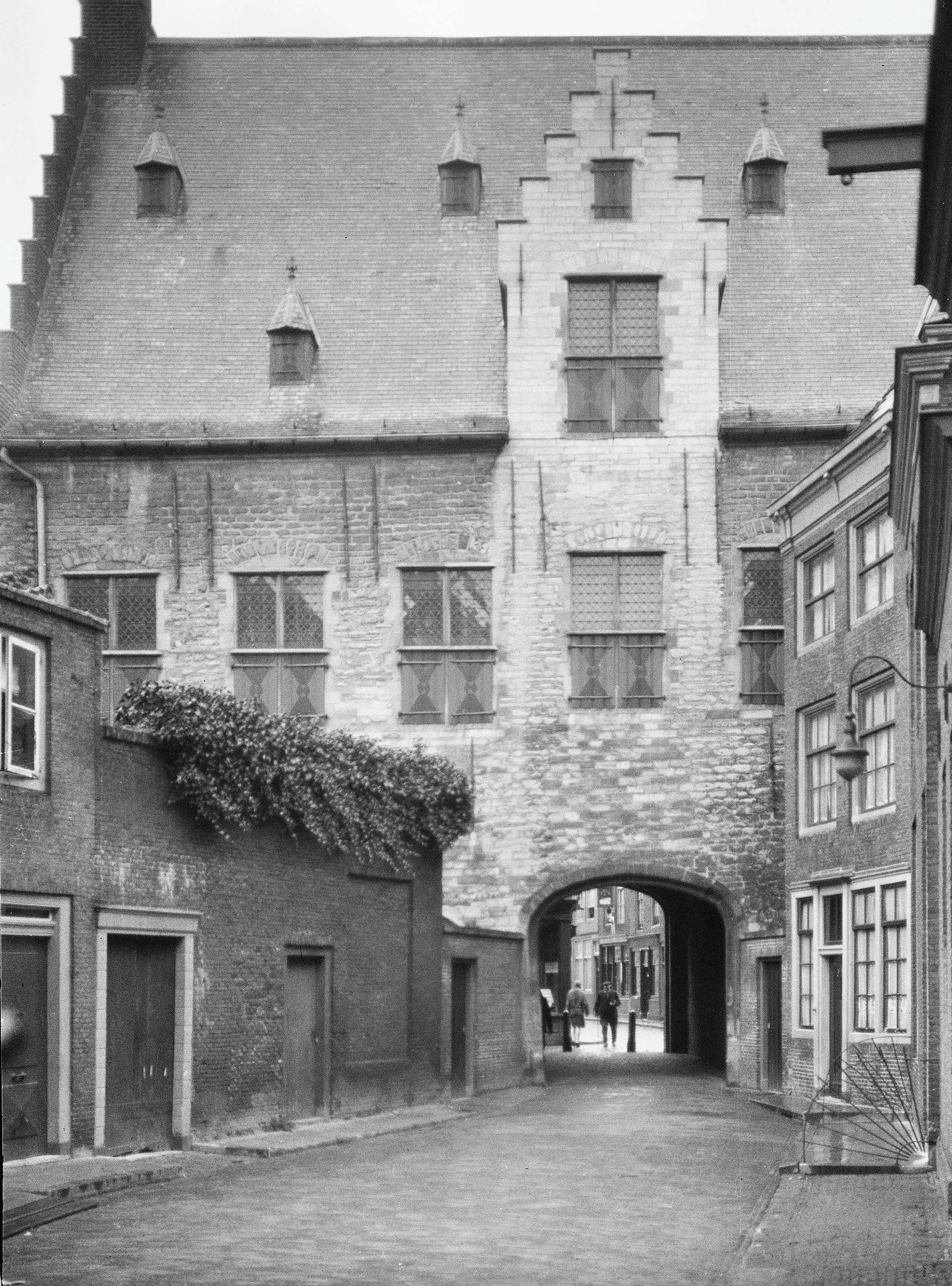
De achterzijde van het poortgebouw